# Death Angel

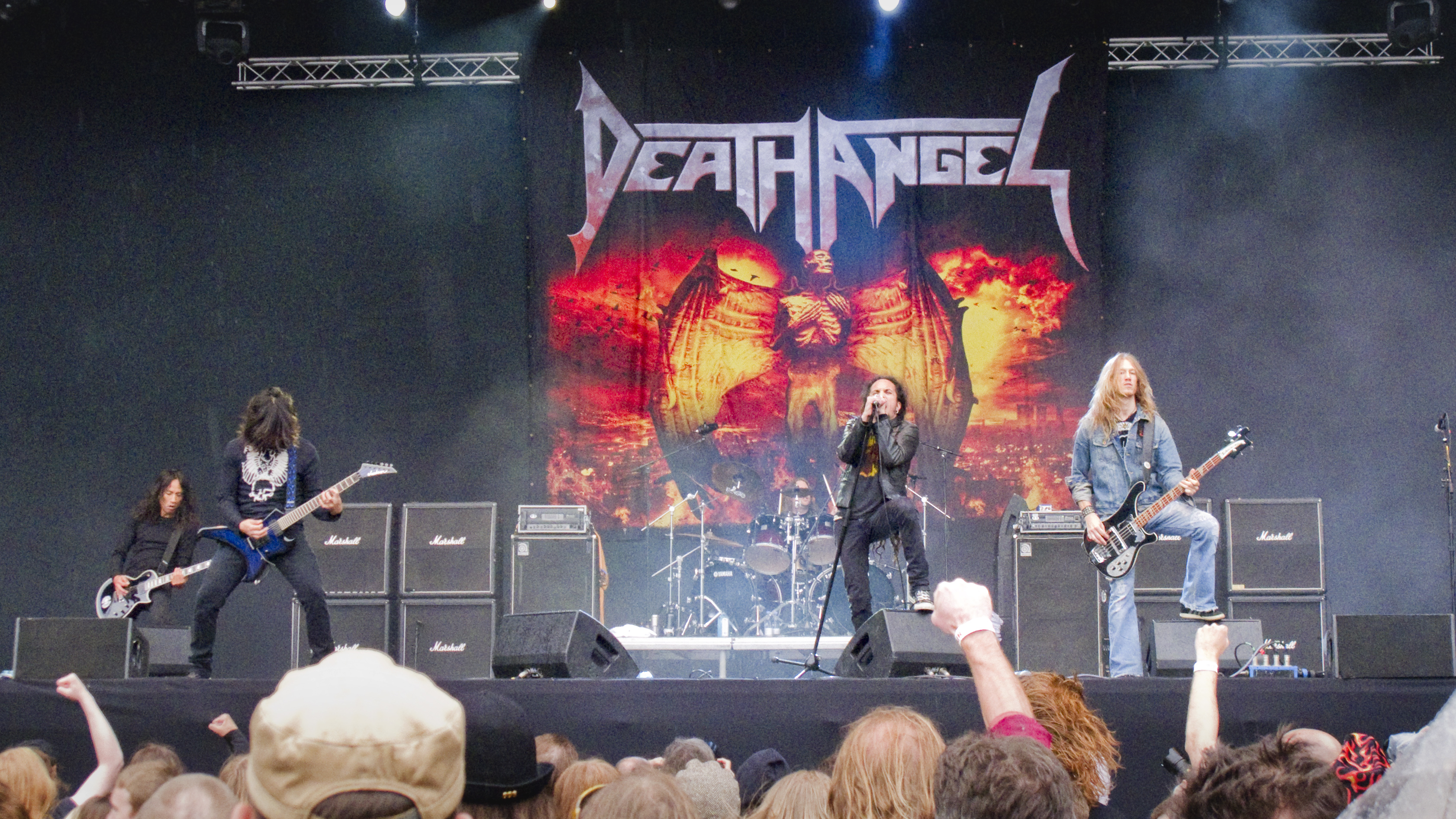
Death Angel, 2010

Death Angel is een thrashmetalband uit de Bay Area Scene van de jaren 80.
Death Angel had een belangrijk aandeel bij het ontstaan van de thrash Metal. De band werd begin jaren 1980 in San Francisco opgericht door neven Mark Osegueda (zang), Rob Cavestany (gitaar), Gus Pepa (gitaar), Dennis Pepa (bas) en Andy Galeon (drums). Tijdens een optreden raakt Metallica-bassist Cliff Burton onder de indruk van de jonge band. Metallica-gitarist Kirk Hammett produceerde vervolgens in 1986 de demo "Kill as One" . Hierop volgde een contract bij Enigma Records. In 1987 kwam het debuutalbum "The Ultra Violence" uit, een jaar later gevolgd door Frolic Through the Park. Hierna groeide Death Angel uit tot een grote thrashband, met grote wereldtournees en optredens in Japan. In 1990 wist de band op MTV te komen met hun clip van het nummer Bored.
In 1990 raakte drummer Andy Gaillon ernstig gewond bij een tragisch ongeluk met de tourbus. Zanger Osegueda verliet hierna de band. Na een jaar keerde Gaillon terug bij de band, die nu The Organization heette en waarin Cavestany de zang voor zijn rekening nam. The Organisation hield het na twee albums voor gezien en ging in 1995 uit elkaar. Cavestany, Osegueda en Galeon vormden eind jaren 90 de band Swarm. In 2001 trad het voor de gelegenheid heropgerichte Death Angel op tijdens een benefietconcert voor de aan kanker lijdende Chuck Billy, zanger van Testament. Na een aantal verdere optredens, onder meer op het Dynamo Open-Air festival en in de Effenaar werd besloten om weer voorgoed verder te gaan. In 2004 kwam het album The Art Of Dying uit.

## Discografie

### Albums
| Album met eventuele hitnotering(en) in de Nederlandse Album Top 100 | Datum van verschijnen | Datum van binnenkomst | Hoogste positie | Aantal weken | Opmerkingen |
| ------------------------------------------------------------------- | --------------------- | --------------------- | --------------- | ------------ | ----------- |
| Kill as one                                                         | 1985                  | -                     |                 |              | Demo        |
| The ultra-violence                                                  | 1987                  | -                     |                 |              |             |
| Frolic through the park                                             | 1988                  | -                     |                 |              |             |
| Act III                                                             | 1990                  | -                     |                 |              |             |
| Fall from grace                                                     | 1990                  | -                     |                 |              | Livealbum   |
| The art of dying                                                    | 2004                  | -                     |                 |              |             |
| Archives and artifacts                                              | 2005                  | -                     |                 |              |             |
| Killing season                                                      | 2008                  | 08-03-2008            | 56              | 1            |             |
| Relentless Retribution                                              | 2010                  | -                     |                 |              |             |
| The Dream Calls For Blood                                           | 2013                  | -                     |                 |              |             |
| The Evil Divide                                                     | 2016                  | -                     |                 |              |             |
| Humanicide                                                          | 2019                  | -                     |                 |              |             |

### Dvd's
| Dvd's met eventuele hitnoteringen in de Nederlandse Music Top 30 | Datum van verschijnen | Datum van binnenkomst | Hoogste positie | Aantal weken | Opmerkingen |
| ---------------------------------------------------------------- | --------------------- | --------------------- | --------------- | ------------ | ----------- |
| A trashumentary.                                                 | 2015                  | 25-07-2015            | 14              | 5            |             |

## Bandleden
- Ted Aguilar - Gitaren
- Rob Cavestany - Gitaren
- Will Caroll - Drumstel
- Mark Osegueda - Vocals
- Damien Sisson - Bassist

### Voormalig leden
- Gus Pepa - Gitaar (1982-1992)
- Andy Galeon - Drumstel
- Dennis Pepa - Bassist, vocals